# 烏拉圭國旗
烏拉圭國旗 （Pabellón Nacional）旗地為九條等距、藍白相間的橫條，白色左上角繪有五月太陽，太陽有十六道三角形和波浪形的光芒。本旗最初的版本啟用於1828年12月16日，有十七道橫條。至1830年4月11日減少為九條。旗幟的設計者為华金·苏亚雷斯（Joaquín Suárez）
九條橫條代表了原來省的數目。

## 歷史國旗
- 1825-1828
- 1828-1830

## 三面有國家象徵性質的旗幟
除了國旗以外，在烏拉圭還有兩面具有國家象徵性質的旗幟（Banderas Patrias），分別是阿蒂加斯旗（Bandera de Artigas）和東岸33人旗（Bandera de los Treinta y Tres Orientales）。在政府建築物都懸掛三面旗幟。
- 阿蒂加斯旗
- 五月太阳
- 东岸33人旗